# Чистый Интернет
«Чистый Интернет» (полный вариант названия — Центр по защите прав и законных интересов граждан в информационной сфере «Чистый Интернет») — российская организация, некоммерческое партнёрство.
Создано по инициативе Минкомсвязи России в декабре 2012 года с целью выработки механизмов отраслевого саморегулирования Рунета в области контроля за интернет-распространением противоправного контента, создания позитивной интернет-среды.
Офис организации находится по адресу: Россия, Москва, 127427, ул. Академика Королёва, 19 (телецентр «Останкино»).

## Руководство
К созданию некоммерческого партнёрства «Чистый Интернет» были привлечены в качестве участников операторы связи «большой тройки» — МТС, Вымпелком («Билайн») и «МегаФон», — а также Ростелеком и ЭР-Телеком. МТС и «Билайн» проявили заинтересованность и провели соответствующие переговоры с Роскомнадзором; в марте 2013 года совет директоров «Мегафона» единогласно решил присоединиться к партнёрству.
Учредителями партнёрства «Чистый Интернет» стали интернет-провайдер Татарстана ОАО «Таттелеком» и НП «Мониторинговый центр по выявлению опасного и запрещённого законом контента» (его соучредителем является совладелец регистратора доменных имён REG.RU Филипп Гросс). Генеральный директор партнёрства — Никита Одинцов, исполнительный директор АНО «Модернизация» (она обеспечивает деятельность Совета при президенте России по модернизации экономики и инновационному развитию). Предусмотрен наблюдательный совет.

## Задачи
Создание «Чистого Интернета» стало следствием вступления в силу с ноября 2012 года поправок к закону «О защите детей от информации, причиняющей вред их здоровью и развитию». Они предусматривают, в частности, досудебную блокировку сайтов с детской порнографией, информацией о способах совершения суицида или о наркотиках.
По словам министра связи России Николая Никифорова, в сфере контроля за информационной безопасностью в Интернете в существующем виде, когда Роскомнадзор ведёт Единый реестр запрещённых сайтов, возникают конфликты интересов на отраслевом рынке. Часть экспертов отмечает, что госструктура ведёт этот Реестр неэффективно, так как слабо заинтересована в адекватном результате. Поэтому нужна независимая организация, созданная самой отраслью и представляющая интересы широкого круга участников соответствующего рынка — «Чистый Интернет».
В будущем, по мнению министра связи, этой структуре следовало бы передать от Роскомнадзора ряд контролирующих функций (в частности, ведение Реестра), но перед этим она должна стать экспертной площадкой для выработки критериев правоприменения и полноценного функционирования Рунета в рамках закона.
Среди первоочередных задач НП «Чистый Интернет» перечислены содействие Роскомнадзору в формировании и ведении Реестра запрещённых сайтов и мониторинг Сети на предмет запрещённого контента. Глава партнёрства Никита Одинцов видит «Чистый Интернет» площадкой, на которой представители интернет-индустрии вырабатывают консолидированную позицию и принимают принципиальные решения по совершенствованию законодательства об информации, информационных технологиях и защите информации.

## Противоречия с ЛБИ
До принятия федерального закона «О защите детей от информации, причиняющей вред их здоровью и развитию» предполагалось, что Реестром запрещённых сайтов будет управлять «Лига безопасного интернета» (ЛБИ), разрабатывавшая соответствующий законопроект. Однако позже от такой идеи отказались. Глава правления ЛБИ Константин Малофеев заявил по этому поводу:

Мы всячески приветствуем добровольцев. Если кто-то, активно работая локтями, хочет выхватить у Лиги её метлу и мести в два раза быстрее, мы готовы дать желающему ещё совок и веник.

ЛБИ разработала и предложила концепцию более жёсткого, двухуровневого контроля за Интернетом — одновременно и по «чёрным спискам», и по «белым» (либо с использованием операторами связи программного обеспечения для предфильтрации). Такая система предполагает, что провайдеры по умолчанию дают интернет-доступ лишь к предварительно разрешённым сайтам (входящим в «белый список»), а для отключения этой функции пользователю требуется подписать отдельный договор, подтвердив свой возраст и дав паспортные данные.
Этот проект не был согласован с Минкомсвязи. Глава министерства Николай Никифоров отметил, что внедрение подобной системы не предусмотрено законом и фактически привело бы к нарушению конституционных прав абонентов. В апреле 2015 года стало известно о приостановке работ над законопроектом о предварительной фильтрации контента в Сети. В мае 2015 года против таких планов ЛБИ выступили и интернет-провайдеры и медиакомпании Медиа-коммуникационного союза (МКС), среди учредителей которого «Национальная медиагруппа», «СТС Медиа», «Ростелеком», МТС, «МегаФон», «Вымпелком», «Газпром-медиа холдинг» и др.
Учреждение и развитие НП «Чистый Интернет» стало ответом Минкомсвязи на «скандальные», по мнению «Коммерсанта», инициативы «Лиги безопасного интернета». В ответ на вопрос «Известий», почему в качестве объединяющей отрасль организации не может выступить ЛБИ, замглавы Минкомсвязи Алексей Волин заявил:

Потому что у многих в отрасли к ней весьма негативное отношение. «Лиге» было предложено стать одним из членов НП, но не быть единственной площадкой. Мы хотели, чтобы всё велось на площадке, которая будет вызывать одобрение всей отрасли.

## Мнения экспертов
Елена Мизулина, председатель комитета Госдумы России по делам семьи, женщин и детей:

Мониторинг исполнения законодательства, который мы проводим регулярно, показал, что Реестр запрещённых сайтов не в полной мере справляется с функцией очищения Рунета… Возможно, за эту работу должен отвечать соответствующий орган, наделённый определёнными полномочиями. Мы говорим о важности саморегулирования отрасли, о личной ответственности представителей интернет-индустрии: операторам связи, хостинг-провайдерам и владельцам ресурсов под силу обеспечить этот «чистый Интернет» и без вмешательства государства.

Сергей Плуготаренко, директор Российской ассоциации электронных коммуникаций (РАЭК):

Мы считаем, что эту функцию [ведения Реестра запрещённых сайтов] у Роскомнадзора отбирать не надо, так как ведомство хорошо выполняет свою задачу. Это будет шок для отрасли, если все функции Роскомнадзора по ведению чёрного списка будут переданы некоммерческому партнёрству. А если НП «Чистый Интернет» будет изучать ситуацию, советоваться с ключевыми игроками отрасли, то завоюет авторитет и затем постепенно сможет брать на себя функции по ведению чёрных списков, это будет хорошо.

Сергей Петров, президент Медиа-коммуникационного союза (МКС):

Именно организатор распространения информации должен нести ответственность за её содержание, так как он может являться либо лицом, создающим информацию (сайт) и редактирующим её, либо лицом, получившим права на её хранение, поиск и распространение (сайт, интернет-кинотеатр, социальная сеть, поисковик, хостинг-провайдер и пр.).

Сергей Гребенников, исполнительный директор Регионального общественного центра интернет-технологий (РОЦИТ):

Преступления совершаются не в Интернете, а людьми в офлайне. Мы ограждаем человека в Интернете от негатива, а в офлайне он будет с этим сталкиваться… Надо создавать сервисы и продукты в Сети, которые будут востребованы, и у людей не будет желания ходить на плохие ресурсы.